# Lizzie Velásquez
Elizabeth Anne Velásquez (/ˈlɪzi vəˈlæskɛz/; nascida em 13 de março, 1989) é uma palestrante motivacional americana, ativista, autora e YouTuber. Ela nasceu com uma doença congênita extremamente rara chamada síndrome de lipodistrofia marfanoide-progeróide que, entre outros sintomas, a impede de acumular gordura corporal e ganhar peso. Suas condições físicas resultaram em bullying durante sua infância. Durante sua adolescência, ela enfrentou cyber bullying, o que a inspirou a começar a falar motivacionalmente. 

## Vida pregressa
A mais velha de três filhos de Rita e Guadalupe Velásquez, Lizzie nasceu em 13 de março de 1989, em Austin, Texas.  Ela nasceu quatro semanas prematuramente e pesava menos de 1,4 kgs.
Velásquez estudou na Texas State University até o final de 2012, com especialização em estudos de comunicação. Ela é católica romana e disse sobre sua fé: "Tem sido minha rocha através de tudo, apenas ter tempo para ficar sozinha e orar e falar com Deus e saber que Ele está lá para mim.”

## Doença
A condição de Velásquez é uma doença genética muito rara, não diagnosticada anteriormente e não terminal. Sua condição tem semelhanças com muitas outras condições, especialmente progéria. Pesquisadores médicos do Southwestern Medical Center da Universidade do Texas especularam anteriormente que pode ser uma forma de síndrome progeróide neonatal (NPS) (síndrome de Wiedemann-Rautenstrauch), que não afeta ossos, órgãos e dentes saudáveis de Velásquez.
Velásquez é clinicamente incapaz de ganhar peso, o que é uma marca registrada de seu raro distúrbio. Ela nunca pesou mais de 29 kg (64 libras) e, segundo consta, tem quase 0% de gordura corporal. Além disso, ela é obrigada a comer muitas pequenas refeições e lanches ao longo do dia, com média entre 5.000 e 8.000 calorias diárias. Além disso, ela é cega do olho direito, que começou a embaçar quando ela tinha 4 anos, e ela tem problemas de visão no olho esquerdo.
Por volta de 2015, foi revelado que Velásquez e outra mulher chamada Abby Solomon, com uma variante semelhante, mas menos grave da doença, tinham mutações no gene FBN1, que codifica a pró-proteína do novo hormônio asprosina, e que essa mutação resulta em asprosina deficiência e é responsável por suas condições. A condição é especificamente chamada de síndrome de lipodistrofia marfanoide-progeróide ou simplesmente síndrome de lipodistrofia de Marfan.

## Carreira
Desde que foi apelidada de "Mulher mais Feia do Mundo" em um vídeo postado no YouTube em 2006, quando ela tinha 17 anos, Velásquez se manifestou contra o bullying. Em janeiro de 2014, ela deu uma palestra no TEDxAustinWomen intitulada "How Do YOU Define Yourself" (Como você se define, em português) e seus vídeos no YouTube receberam mais de 54 milhões de visualizações. Ela é conhecida por seu otimismo. Para o Mês Nacional de Prevenção ao Bullying em 2015, ela organizou um desafio de mídia social para o Mês de Ação da Revolução Bystander.
Seu primeiro trabalho, em coautoria com sua mãe, Rita, é uma autobiografia publicada em 2010 em inglês e espanhol. Chama-se Lizzie Beautiful: The Lizzie Velásquez Story e inclui cartas que a mãe de Velásquez escreveu para ela quando criança.
Velásquez também escreveu dois livros dirigidos ao público infantil, que compartilham histórias pessoais e oferecem conselhos. Be Beautiful, Be You (2012) compartilha sua jornada "para descobrir o que realmente nos torna bonitos e ensina os leitores a reconhecer seus dons e bênçãos únicos". O livro também está disponível em espanhol como “Sé bella, sé tú misma” (2013). Outro livro, “Choosing Happiness” (2014), fala sobre alguns dos obstáculos que Velásquez enfrentou e como ela "aprendeu a importância de escolher ser feliz quando é muito fácil desistir". Ambos os livros foram publicados por uma editora redentorista, Liguori Publications.
“Dare to be Kind”, publicado pela primeira vez em 2017, é sobre a importância de ser gentil, adquirida em sua experiência de primeira mão sendo intimidada pessoalmente e online.
Um documentário intitulado “A Brave Heart: The Lizzie Velásquez Story” estreou no SXSW em 14 de março de 2015. O filme foi ao ar no canal americano Lifetime em 17 de outubro de 2016.
Velásquez começou a estrelar sua própria série original na televisão intitulada “Unzipped” em abril de 2017.